# لص الطاقة

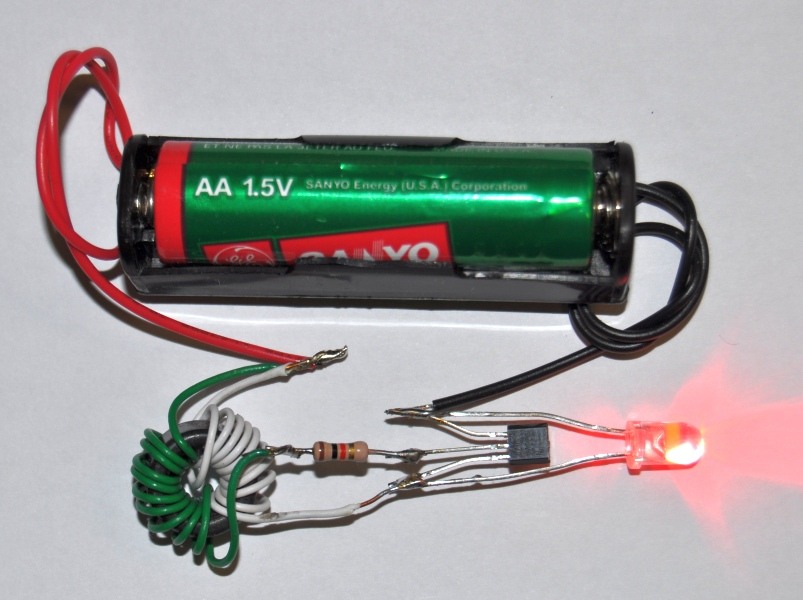
دائرة جول ثيف الأساسية، تظهر المكونات وطريقة التوصيل لإنارة ليد أحمر؛ تحتوى الدائرة على قرص حلقي مجوف مصنوع من مادة فريمغناطيسية يحتوي على ملفين الأول (الأبيض) والثاني (الأخضر) وترانزستور 2N2222 ومقاومة 1 كيلو أوم.

لص الطاقة (بالإنجليزية: Joule Thief)‏ هي أبسط دوائر رفع الجهد المستمر، تستخدم عادةً في تشغيل الأحمال الصغيرة حيث تقوم بسحب كل الطاقة في البطارية وتكبير جهدها في مخرج الدارة حتى تفرغ بشكل كامل خلافاً لدارات أخرى تسحب حتى نسبة محددة من البطارية ولكن ينخفض التيار المسحوب والمزود للحمل ويلاحظ جلياً في اضاءة الليد واشعاعه وشحن البطاريات من مصدر فرق جهده اقل من جهد البطارية التي تستغرق فترة طويلة بسبب ضعف التيار.

## مبدأ العمل الأساسي

مثال على دائرة جول ثيف لتشغيل ليد، الملف يحتوي على قالب فريمغناطيسي يحتوي على ملفين من 20 لفة ذات قطر 0.15مم، الدائرة تستطيع العمل حتى فرق جهد 0.35 فولت، المقاومة حوالي 1 كيلو أوم 1/4 واط، ترانزستور ثنائي القطبية من نوع 2N3904او BC547B او 2SC2500 BC337, 2N2222, 2N4401 أو أنواع أخرى. نستطيع استخدام ليد ابيض ذا فرق جهد 3.2 فولت

1- تمر كمية قليلة من الكهرباء عبر المقاومة والملف الأول إلى قاعدة الترانزستور مما يؤدي لفتح جزئي لقناة (المجمع-الباعث) وبالتالي تكون الكهرباء قادرة على الحركة عبر الملف الثاني وقناة (المجمع-الباعث) للترانزستور.
2- تؤدي زياده كمية الكهرباء المارة في الملف الثاني إلى توليد حقل مغناطيسي يحث كمية أكبر من الكهرباء في الملف الأول.
3- تذهب الكهرباء المستحدثة في الملف الأول إلى قاعدة الترانزستور وتفتح قناة (المجمع-الباعث) وهذا يسمح بمرور كهرباء أكثر عبر الملف الثاني وقناة (المجمع-الباعث) للترانزستور.
4- تتكرر العملية كما في المرحلة 2-3 في حلقة الإرجاع، إلى أن تَتَشبع قاعدة الترانزستور وتفتح قناة (المجمع-الباعث) كلياً. وتمر الكهرباء بكمية أصغر عبر الترانزستور.
5- بما أن الكهرباء في الملف الثاني توقفت عن الزيادة، تتوقف عن حث الكهرباء في الملف الأول، وهذا بسبب مرور كمية أقل من الكهرباء في قاعدة الترانزستور.
6- مع كمية الكهرباء القليلة التي تمر عبر قاعدة الترانزستور ستبدأ قناة (المجمع-الباعث) بالانغلاق. وهذا سيؤدي إلى مرور تيار أقل عبر الملف الثاني.
7- ان النقص في كمية الكهرباء في الملف الثاني سيُحث كمية كهرباء سالبة في الملف الأول، وبالتالي ستمر كميات كهرباء أقل عبر قاعدة الترانزستور.
8- تتكرر المرحلة 6-7 إلى أن تنعدم الكهرباء المارة عبر الترانزستور.
9- جزء من الطاقة المخزنة في الحقل المغناطيسي للملف الثاني يكون قد اأُستهلكَ، ومع ذلك يوجد كمية كبيرة من الطاقة المخزنة، هذه الطاقة تحتاج ان تذهب لمكان ما. وهذا ما يسبب زيادة التوتر على خارج الملف.
10- لايمكن استمرار تراكم الكهرباء في الترانزستور لذا يجب أن تذهب عبر حمل (عادةً يكون ليد). يتراكم التوتر عند خارج الملف حتى يصل لقيمة تمكنه من العبور خلال الحمل.
11- تمر الطاقة المتراكمة عبر الحمل بقيمة عالية. وعند تبدد الطاقة، يعاد ضبط الدارة وتعاد العملية من جديد.تتكرر هذه العملية حتى 50000 مرة في الثانية في الدارات النموذجية.